# 1383
1383 је била проста година.

## Догађаји
- Википедија:Непознат датум — Тихвинска икона Пресвете Богородице је како хришћани верују чудесним начином доспела из Цариграда у Тихвин (Русија).